# البعثة السوفيتية الرابعة للقارة القطبية الجنوبية
البعثة السوفيتية الرابعة لأنتاركتيكا هي رحلة في أنتاركتيكا قادها الكسندر دراكلين.
حسب الانباء السوفيتية:
البعثة... قامت برحلة علمية من شواطئ المحيط الهندي إلى جغلرافيا القطب الجنوبي، قاطعة مسافة 2500 ميل تقريبا إلى محطة فوستوك.